# Фредерик Шватка
Фредерик Шватка (на английски: Frederick Schwatka) е американски армейски офицер, арктически изследовател.

## Ранни години (1849 – 1878)
Роден е на 29 септември 1849 година в градчето Галина, Илинойс, САЩ, в семейството на Аугуст и Катерине Шватке (нем. Schwatke), немски лютерански имигранти от Източна Прусия. През 1859 семейството се премества в щата Орегон, където Шватка завършва обучението си за печатарски работник. През 1867 постъпва във Военната академия на САЩ в Уест Пойнт, през 1871 я завършва с чин лейтенант от кавалерията и постъпва в армията. По време на армейската си служба изучава право и медицина. През 1875 защитава юридическа степен в Университета в Небраска, а година по-късно – медицинска степен в престижния „Bellevue Hospital Medical College“ в Ню Йорк.
Още като юноша Шватка чете разкази за търсенето на изчезналата експедиция на Джон Франклин и се запалва по арктическите пътешествия. През 70-те години на ХІХ век в пресата се явяват предположения, че съществуват скрити дневници на Франклин в Арктика и Шватка решава да се заеме с тяхното издирване.

## Изследователска дейност (1878 – 1883)
През 1878 – 1880 организира и възглавява експедиция за търсене на изчезналата експедиция на Джон Франклин. На 19 юни 1878 на кораба „Итън“ отплава от Ню Йорк в посока Канадския арктичен архипелаг и зимува в южния вход на протока Рос Уелкъм.
Същинската експедиция продължава от 1 април 1879 до 4 март 1880. През пролетта на 1879, заедно с 12 ескимоси, пресича сегашната канадска провинция Киватин в североизточната ѝ част от залива Дейли (64°00′ с. ш. 89°45′ з. д. / 64° с. ш. 89.75° з. д.) до остров Кинг Уилям (69°05′ с. ш. 97°25′ з. д. / 69.083333° с. ш. 97.416667° з. д.), като изминават с шейни и ски над 5000 km. За да си набавят припаси, в продължение на 11 месеца мъжете убиват и ядат северни елени, овцебикове, полярни мечки и тюлени. Шватка открива останките от експедицията на Джон Франклин. Не намира дневниците на Франклин, но открива множество други следи от експедицията, отломки от кораба, части от дрехи. Открива и идентифицира няколко погребани членове на експедицията, в т.ч. лейтенат Джон Ървинг, един от офицерите, и още няколко трупа.
Със своята експедиция Шватка доказва, че белият човек спокойно може да пътешества по Арктика без сериозни травми и болести, ако приеме и използва ловните и кулинарни традиции на местните ескимоси.
През 1883 провежда нова експедиция в Арктика, като изследва цялото течение на лявата съставяща на река Юкон – река Люис, а след това и цялото течение на Юкон (над 2000 km). Множество от географските обекти покрай течението на голямата река за първи път са описани и назовани от него.

## Следващи години (1883 – 1892)
Малко след завръщането си от последната експедиция Шватка напуска армията. Между 1886 и 1891 води две частни експедиции до Аляска и прави три пътувания до Северозападно Мексико.
Още от младини Шватка страда от стомашни болки и непрекъснато приема упойващи средства за обезболяване. Умира от свръхдоза обезболяващи на 2 ноември 1892 година в Портланд, Орегон, на 43-годишна възраст.

## Памет
Неговото име носят:
- връх Шватка (65°53′ с. ш. 147°16′ з. д. / 65.883333° с. ш. 147.266667° з. д., 1256 m) в Аляска, южно от река Юкон;
- езеро Шватка (55°18′ с. ш. 95°13′ з. д. / 55.3° с. ш. 95.216667° з. д.) в провинция Манитоба, Канада;
- езеро Шватка (60°41′ с. ш. 135°02′ з. д. / 60.683333° с. ш. 135.033333° з. д.) в територия Юкон, Канада;
- залив Шватка (68°43′ с. ш. 95°39′ з. д. / 68.716667° с. ш. 95.65° з. д.) на югоизточното крайбрежие на остров Кинг Уилям в Канадския арктичен архипелаг;
- остров Шватка (67°53′ с. ш. 97°50′ з. д. / 67.883333° с. ш. 97.833333° з. д.) в Канадския арктичен архипелаг в залива Шърман;
- планина Шватка (67°30′ с. ш. 156°00′ з. д. / 67.5° с. ш. 156° з. д.) в северозападната част на Аляска;
- река Шватка Крийк (устие, 61°35′ с. ш. 136°03′ з. д. / 61.583333° с. ш. 136.05° з. д.) в територия Юкон, Канада.